# 第72回ニューヨーク映画批評家協会賞
72nd NYFCC Awards

2006年12月11日
作品賞: 

ユナイテッド93
第72回ニューヨーク映画批評家協会賞は、2006年の優秀な映画に贈られた賞である。2006年12月11日に発表された。

## 受賞
- 主演男優賞:
  - フォレスト・ウィテカー - 『ラストキング・オブ・スコットランド』

- 主演女優賞:
  - ヘレン・ミレン - 『クィーン』

- アニメ映画賞:
  - 『ハッピー フィート』

- 撮影賞:
  - ギレルモ・ナヴァロ - 『パンズ・ラビリンス』

- 監督賞:
  - マーティン・スコセッシ - 『ディパーテッド』

- ドキュメンタリー映画賞:
  - 『フロム・イーブル』

- 作品賞:
  - 『ユナイテッド93』

- 第一回作品賞:
  - 『ハーフネルソン』

- 外国語映画賞:
  - 『影の軍隊』（ フランス イタリア）

- 脚本賞:
  - ピーター・モーガン - 『クィーン』

- 助演男優賞:
  - ジャッキー・アール・ヘイリー - 『リトル・チルドレン』

- 助演女優賞:
  - ジェニファー・ハドソン - 『ドリームガールズ』